# Drakowenator
Drakowenator (Dracovenator regenti) – teropod, być może z rodziny dilofozaurów (Dilophosauridae).
Żył w okresie wczesnej jury (ok. 190–183 mln lat temu) na terenach południowej Afryki. Długość ciała ok. 5,5 - 6,5 m. Jego szczątki znaleziono w Republice Południowej Afryki. Dracovenator znaczy "drapieżny smok" (łac. Draco = smok + łac. venator = drapieżnik), nazwa odnosi się do prawdopodobnych zwyczajów zwierzęcia (drapieżnictwo) i do lokalizacji znaleziska (holenderskie Drakensberg - Góra Smoka). Nazwa gatunkowa jest uhonorowaniem Regenta Lucasa Humy, wieloletniego przyjaciela i asystenta prof. Kitchinga. Holotyp to niekompletna czaszka: kości przedszczękowe, fragment kości szczękowej, dwa fragmenty kości zębowej, część kości kątowej górnej, część kości kątowej, kość stawowa, kość przedstawowa i zęby. Drugi osobnik to niekompletna czaszka młodego osobnika: kości przedszczękowe, fragmenty kości szczękowej, części kości nosowych, części kości zębowych i zęby, jednak nie jest pewne czy kości te należą do tego samego gatunku.